# Retten for EU-Personalesager
Retten for EU-Personalesager, normalt forkortet Personaleretten, var en retsinstans under EU-Domstolen i Den Europæiske Union, der var specialiseret i personalesager. Denne opgave hørte tidligere under den øverste instans, Domstolen, og senere, fra 1989, under Retten. Personaleretten var således den eneste specialdomstol i EU, og den blev oprettet i forbindelse med Nice-traktaten i 2004.
Retten blev nedlagt i 6. juli 2016 og dens områder tilbageført til Retten i Første Instans, (nu bare Retten)

## Fodnoter
1. ↑  "Arkiveret kopi" (PDF). Arkiveret fra originalen (PDF) 18. december 2015. Hentet 20. december 2016.
2. ↑  CURIA - Présentation générale - Cour de justice de l'Union européenne
3. ↑  Forordningen (EU, Euratom) 2016/1192
af 6. juli 2016

| EU | Spire Denne artikel om EU er en spire som bør udbygges. Du er velkommen til at hjælpe Wikipedia ved at udvide den. |